# Неплюєв Іван Іванович (1802-1858)
Іван Іванович Неплюєв (нар. 8 травня [26] квітня 1802 — пом. 7 листопада [26] жовтня 1858) — полковник Київського гусарського полку з роду Неплюєвих. Правнук засновника Оренбурга, адмірала І. І. Неплюєва.

## Життєпис
Іван Неплюєв народився 1802 року в сім'ї сенатора Івана Миколайовича Неплюєва та Наталії Василівни Самаріної, тітки слов'янофіла Юрія Самаріна. Хрещений 14 травня 1802 року в церкві Мармурового палацу при восприїмстві графа О. С. Строганова. Разом з братом Адріаном виховувався в Пажеському корпусі.
28 грудня 1823 року з камер-пажів корнетом вступив до лейб-гусарського полку, був ад'ютантом у І. І. Дибича. Дослужився до полковника і вийшов у відставку в 1848 році.
У 1835 році Неплюєв продав родовий будинок на набережній Фонтанки, буд. № 6 у Санкт-Петербурзі за 700 тисяч рублів асигнаціями принцу Петру Ольденбурзькому для будівництва училища правознавства. 29 червня 1839 року заснував майорат на базі дідівського маєтку Поддубьє, в Лузькому повіті.
Помер 1858 року в Петербурзі і похований у фамільному склепі Піддубської церкви.

## Родина
Дружина (з 10 листопада 1824 року) — баронеса Берта Василівна Дибич (10.12.1794—25.03.1869) — лютеранка, племінниця фельдмаршала В. І. Дибича. Вінчалися в Петербурзі в Симеонівській церкві. З 1840 року жила за кордоном, з 1848 року в Парижі, купила маєток у Пікардії поблизу замку П'єрфон. У 1864 році переїхала до Баварії, де жила до самої смерті: взимку — в Мюнхені, а влітку — в Фельдафінзі. Похована на березі озера Штарнбергер. В шлюбі мала шестеро дітей:
- Микола Іванович (1825—1890), таємний радник.
- Наталія Іванівна (17.02.1827—1856), хрещениця княгині С. С. Мещерської, одружена з представником роду Шуленбургов, графом Карлом фон-дер-Шуленбургом (пом. 1874). Обоє поховані в селі Нікольському Чернігівської губернії.
- Олександра Іванівна (15.05.1828[3]-1855), хрещена 22 травня 1828 року в Пантелеймонівській церкві при восприїмстві дядька О. І. Неплюєва та О. С. Танеєвої; з 1850 року одружена з князем Валерієм Семеновичем Урусовим (01.06.1825— ?), братом С. С. Урусова.
- Іван Іванович (03.03.1830[4]-1903), хрещений 30 березня 1830 року в Пантелеймонівській церкві при восприїмстві князя П. С. Мещерського; камер-юнкер двору, одружений з Софією Василівною Абрамовою, жила у Франції.
- Василь Іванович (1833—1895), з 1860 року одружений з Наталією Петрівною Бем; виховувався у Школі гвардійських підпрапорщиків; у спадок отримав містечко Чорнобай у Полтавській губернії, потім придбав віллу Селіньї на березі Женевського озера і маєток Корбьер у Фрибурському кантоні Швейцарії. Мав трьох дітей: Марія (нар у 1862 р.; одружена з Миколою Валерійовичем Урусовим), Іван і Петро
- Дмитро Іванович (1838—1867), виховувався в Училищі правознавства, помер у Венеції.